# Trachylepis homalocephala
Trachylepis homalocephala är en ödleart som beskrevs av  Wiegmann 1828. Trachylepis homalocephala ingår i släktet Trachylepis och familjen skinkar. Inga underarter finns listade i Catalogue of Life.